# Sympodomma hatagumoanum
Sympodomma hatagumoanum is een zeekommasoort uit de familie van de Bodotriidae. De wetenschappelijke naam van de soort is voor het eerst geldig gepubliceerd in 1969 door Gamo.